# Preghiera eucaristica
Nella Chiesa cattolica, e in generale nelle confessioni cristiane occidentali, si chiama preghiera eucaristica la preghiera centrale della celebrazione eucaristica.
Storicamente essa veniva chiamata "canone" e nella Chiesa cattolica di rito romano "Canone romano".

## Significato
Questa preghiera rimanda alla preghiera pronunciata da Gesù Cristo nell'Ultima Cena e riportataci dai Vangeli sinottici: Matteo 26,26-29, Marco 14,22-25, Luca 22,15-20 e dalla Prima lettera ai Corinzi 11,23-26. Infatti la sua parte principale è il racconto di quanto Gesù ha fatto.
Secondo la fede dei cattolici, la preghiera realizza la transustanziazione, ovvero la trasformazione del pane nel corpo di Cristo e del vino nel sangue di Cristo.
La preghiera eucaristica è una tipica preghiera trinitaria: è rivolta al Padre e si invoca lo Spirito Santo al fine di rendere presente Gesù, il Figlio di Dio.

## Struttura
La preghiera eucaristica è composta delle seguenti parti:
- prefazio: solenne introduzione che si conclude con il canto o la recita del Sanctus;
- prologo: invocazione al Padre;
- prima epiclesi: prima invocazione allo Spirito Santo sul pane e sul vino che presto si trasformeranno nel Corpo e Sangue di Cristo;
- racconto dell'istituzione: racconto di quanto Gesù ha fatto e detto nell'Ultima Cena. Particolarmente importanti sono le parole di consacrazione: "questo è il Mio Corpo", "questo è il Mio Sangue", "fate questo in memoria di me". Tipica è anche l'elevazione, ovvero l'innalzare l'ostia consacrata e il calice appena finito di pronunciare le parole consacratorie.
- memoriale o anamnesi: preghiera nella quale si sottolinea che si sta facendo memoria di quanto fatto da Gesù;
- seconda epiclesi: seconda invocazione dello Spirito Santo sui fedeli;
- ricordo della Chiesa terrena e della Chiesa celeste, ed in particolare dei defunti;
- solenne dossologia finale.

## Storia
Il manoscritto liturgico più antico che contiene un'anafora completa è il papiro di Barcellona, risalente al IV secolo e proveniente dall'Egitto.
Fino al 1969, cioè fino alla riforma liturgica seguita al Concilio Vaticano II, il rito romano aveva una sola preghiera eucaristica, con il nome di "Canone" della messa, dove canone significa "norma, regola, misura" dell'azione liturgica. Questa preghiera costituisce la "forma" del sacramento dell'eucaristia. 
La storia della liturgia spiega non solo le origini, ma anche le differenze delle varie preghiere eucaristiche antiche e distingue almeno due grandi famiglie delle liturgie orientali, quella antiochena e quella alessandrina: nella struttura del Canone il rito romano segue più quella alessandrina che quella antiochena.
I messali romani fino a quello di Giovanni XXIII contengono il "Canon Missae" che si trova dopo tutti i prefazi, e inizia con le parole "Te igitur", dopo una pagina dove è raffigurata, in incisione, una crocifissione. Questa deriva dalla miniatura che ornava la lettera iniziale T; che facilmente fa pensare alla Croce. Questo fatto però ha fatto considerare fuori del canone il testo del prefazio. Nella forma più recente del rito romano la preghiera eucaristica comincia con il dialogo iniziale del prefazio.
Nel Messale di Giovanni XXIII e nei precedenti, il Canon Missae è tutto pronunciato sottovoce dal celebrante dalle parole "Te igitur" fino alla dossologia finale ("Per ipsum") esclusa; nel Novus Ordo, la preghiera eucaristica è recitata dal celebrante a voce alta.
Altri riti liturgici hanno preghiere eucaristiche diverse. I riti bizantini, per esempio, ne hanno tre e le chiamano "anafore", ossia elevazione. 
Nel nuovo Messale (edito in italiano nel 1973), oltre al "venerabile" canone romano, diventato "preghiera eucaristica I", ci sono altre tre preghiere eucaristiche (II, III e IV): queste quattro hanno validità universale. Le preghiere II e III sono diventate quelle oggi più utilizzate nella celebrazione feriale e festiva. Non è però da dimenticare l'importanza e la completezza della Preghiera eucaristica I, in quanto mette al centro l'unità e l'indivisibilità della Chiesa istituita da Cristo.
Inoltre, nell'edizione italiana del 1983 ve ne sono in appendice altre sei: la V/A, V/B, V/C, V/D, proposte dal Sinodo svizzero negli anni '70 e da allora adottate in alcuni altri paesi tra cui l'Italia, e le preghiere eucaristiche della riconciliazione I e II. Vi sono anche le preghiere eucaristiche per i fanciulli I, II e III, ricche di acclamazioni e quindi adatte alla partecipazione comunitaria, introdotte in Italia dalla CEI ad experimentum negli anni '70.

## Preghiere eucaristiche
- Preghiera eucaristica I - Canone romano
- Preghiera eucaristica II
- Preghiera eucaristica III
- Preghiera eucaristica IV
- Preghiera eucaristica V

- Preghiera eucaristica della riconciliazione I
- Preghiera eucaristica della riconciliazione II

- Preghiera eucaristica dei fanciulli I
- Preghiera eucaristica dei fanciulli II
- Preghiera eucaristica dei fanciulli III